# Mary Ng
Mary Ng, née le 16 décembre 1969 à Hong-Kong, est une fonctionnaire et femme politique canadienne.
Elle est députée libérale de Markham—Thornhill à la Chambre des communes de 2017 à 2025.
Du 20 novembre 2019 au 14 mars 2025, elle est ministre du Commerce international, de la Promotion des exportations, de la Petite entreprise et du Développement économique du Canada.

## Biographie
Née à Hong-Kong, elle émigre au Canada avec ses parents, qui ouvrent un restaurant chinois dans North York. Membre du Parti libéral du Canada et proche de Justin Trudeau, elle intègre son cabinet comme conseillère quand il devient premier ministre. 
Elle réside à Toronto avec sa famille, dans une autre circonscription que celle où elle décide de se présenter à la suite de la démission de John McCallum. Investie, elle obtient une majorité absolue des suffrages dans Markham—Thornhill lors de la partielle du 3 avril 2017.
Le 20 novembre 2019, Mary Ng est nommée à la fois ministre du Commerce international et ministre d'État à la Petite entreprise sous le titre de ministre de la Petite Entreprise, de la Promotion des exportations et du Commerce international.
En février 2025, Ng annonce son intention de ne pas se représenter pour l'élection de 2025.

## Résultats électoraux
|  | Candidat              | Parti         | #     | %     |
|  | --------------------- | ------------- | ----- | ----- |
|  | Mary Ng               | Libéral       | 9856  | 51.3% |
|  | Ragavan Paranchothy   | Conservateur  | 7501  | 39 %  |
|  | Gregory Hines         | Néo-Démocrate | 671   | 3.5 % |
|  | Dorian Baxter         | Progressiste  | 566   | 3.9 % |
|  | Caryn Bergmann        | Vert          | 426   | 2.2 % |
|  | Brendan Thomas Reilly | Libertarien   | 118   | 0.6 % |
|  | Above Znoneofthe      | Canada        | 77    | 0.4 % |
|  | Total                 |               | 19215 | 100 % |